# Cantón de Saint-Louis-3
El cantón de Saint-Louis-3, también denominado cantón de Cilaos, era una división administrativa francesa, que estaba situada en el departamento de La Reunión y la región de La Reunión.

## Composición
El cantón estaba formado por una comuna más una fracción de la comuna que le daba su nombre:
- Cilaos
- Saint-Louis (fracción)

## Supresión del cantón de Saint-Louis-3
En aplicación del Decreto nº 2014-236 de 24 de febrero de 2014, el cantón de Saint-Louis-3 fue suprimido el 22 de marzo de 2015 y sus 2 comunas pasaron a formar parte; una del nuevo cantón de Saint-Louis-2 y la fracción de la comuna que le daba su nombre se unió con las demás para que, por medio de una reestructuración cantonal, fueran creados los nuevos cantones de Saint-Louis-1 y Saint-Louis-2.